# Grynex
Grynex is een kevergeslacht uit de familie van de boktorren (Cerambycidae). De wetenschappelijke naam van het geslacht werd voor het eerst geldig gepubliceerd in 1888 door Pascoe.

## Soorten
Grynex omvat de volgende soorten:
- Grynex lineatus Pascoe, 1888
- Grynex martini (Allard, 1894)
- Grynex spinosus Breuning, 1939